# Dark Waters (film, 1993)
Pour les articles homonymes, voir Dark Water.
Pour plus de détails, voir Fiche technique et Distribution.
Dark Waters est un film d'horreur britanno-ukraino-russo-italien réalisé par Mariano Baino et sorti en 1993. La narration reposant sur des cauchemars et de nombreux flashbacks a pu être comparée au style de Howard Phillips Lovecraft,,. 

## Synopsis
Après la mort de son père, Elizabeth, une jeune anglaise, décide de visiter le couvent auquel son père effectuait des versements d'argent régulièrement. Situé sur une île reculée en Europe de l'Est, le lieu est occupé par des nonnes au comportement inquiétant : elles se réunissent dans les sous-sols du couvent et participent à d'étranges processions.

## Fiche technique
- Titre original : Dark Waters
- Titre russe : Тёмные воды
- Réalisation : Mariano Baino
- Producteur : Victor Zuev
- Scénaristes : Mariano Baino et Andy Bark
- Photographie : Alex Howe
- Compositeur : Igor Clark
- Monteur : Mariano Baino
- Société de production : Victor Zuev Productions
- Pays de production :  Italie,  Russie,  Royaume-Uni,  Ukraine
- Format : Couleur
- Genre : Horreur, fantastique
- Durée : 94 minutes
- Lieu de tournage : Ukraine
- Dates de sortie :
  - Russie : 1993
  - Italie : 11 juin 1994 (Fantafestival)

## Distribution
- Louise Salter	: Elizabeth
- Venera Simmons : Sarah
- Maria Kapnist : la mère supérieure
- Lubov Snegur : l'assistante de la mère supérieure
- Albina Skarga : la vieille femme aveugle
- Valeriy Bassel : le pêcheur
- Pavel Sokolov : le propriétaire du bateau
- Anna Rose Phipps : Theresa
- Tanya Dobrovolskaya : Elizabeth enfant
- Valeriy Kopaev : le prêtre
- Ludmila Marufova : une nonne
- Kristina Spivak : Sarah enfant
- Nadezhda Trimasova : la nonne crucifiée